# Sideroxylon majus
Sideroxylon majus är en tvåhjärtbladig växtart som först beskrevs av Carl Friedrich von Gärtner, och fick sitt nu gällande namn av Charles Baehni. Sideroxylon majus ingår i släktet Sideroxylon och familjen Sapotaceae.
Artens utbredningsområde är Réunion. Inga underarter finns listade i Catalogue of Life.